# Giuseppe Sirtori
Giuseppe Sìrtori (Monticello Brianza, 17 aprile 1813 – Roma, 18 settembre 1874) è stato un generale, politico e patriota italiano, fervido repubblicano e combattente alla difesa di Venezia nel 1849.
Capo di Stato Maggiore di Giuseppe Garibaldi lungo l'intera spedizione dei Mille e ultimo comandante dell'Esercito meridionale. Come generale nel Regio Esercito combatté con valore a Custoza e fu cinque volte deputato. La sua movimentata esistenza racchiude l'intero spettro delle possibili evoluzioni politiche del lungo Risorgimento italiano.

## Presbitero
Nacque a Monticello Brianza nel 1813, in una casa ancora esistente, nella frazione di Casatevecchio, a due passi dall'Istituto Greppi, da una famiglia borghese, con sette figli.
Avviato alla carriera ecclesiastica, superò con lode gli esami al seminario di Monza, venendo ordinato sacerdote nel 1838. Confratello della Congregazione degli Oblati di Sant'Ambrogio (istituto di preti secolari fondato da San Carlo Borromeo nel 1578), insegnò nel Collegio di Merate dei Padri Somaschi e nel Collegio Rotondi di Gorla Minore.

Frequentò forse in quegli anni dei liberi pensatori come Cesare Correnti, Carlo ed Alessandro Porro, che andavano sviluppando una motivata critica al dominio austriaco in Italia.

## Dieci anni a Parigi

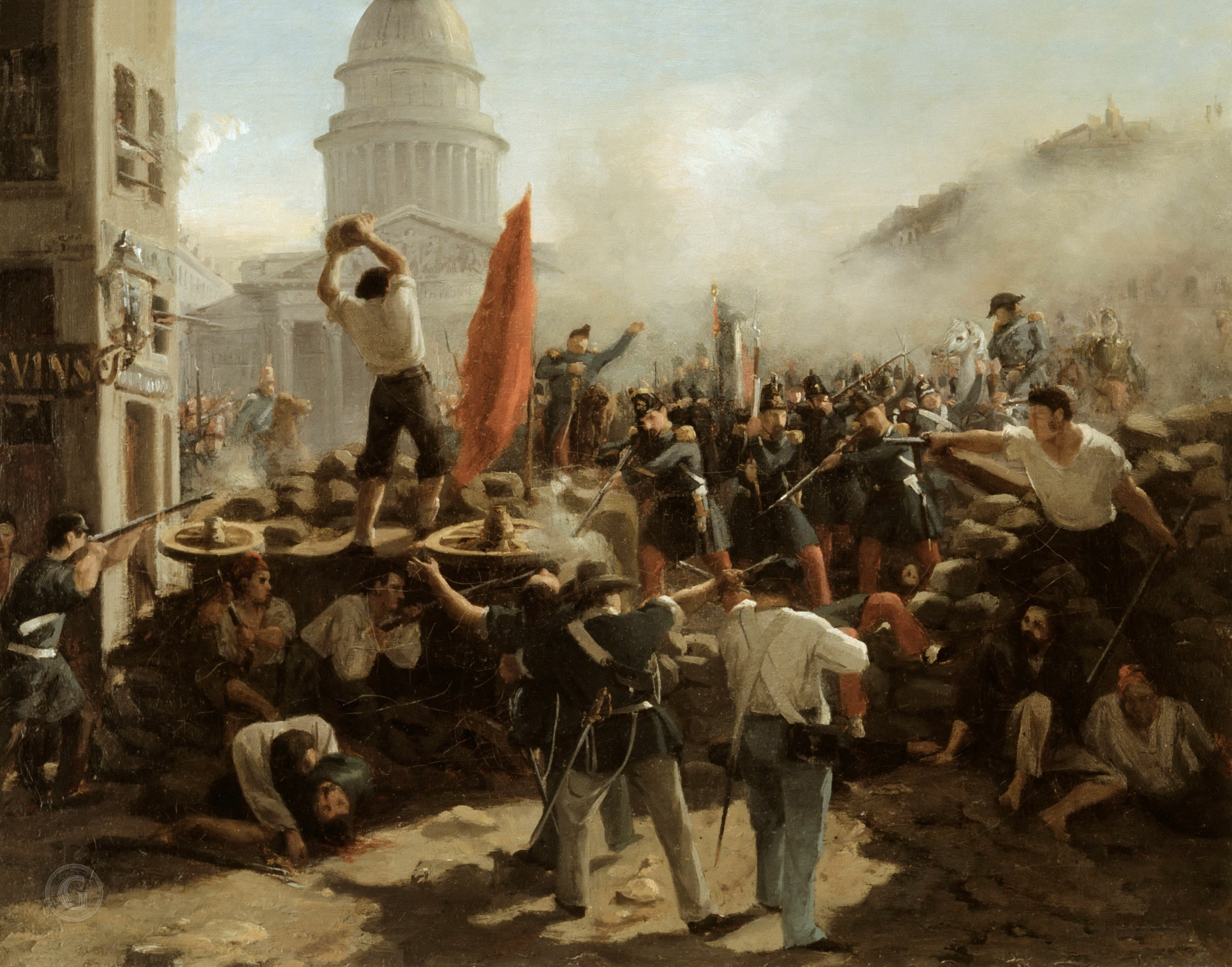
Barricate a Parigi nel 1848

Nel 1842, ottenne dall'Autorità Ecclesiastica e dal padre il permesso di recarsi a Parigi, grazie all'aiuto economico paterno, per perfezionare i propri studi di teologia e filosofia, materie poi abbandonate per la medicina.
Nel 1844 fu richiamato a Monticello ove ebbe un duro scontro con i fratelli. Ne seguì la decisione di rinunciare ai voti talari, la conversione dei suoi diritti sui beni di famiglia in una magrissima rendita e il ritorno nella capitale francese.
Alla Sorbona tentò matematica, biologia, chimica, ma sempre senza portare nulla a termine.
Di questi anni restano solo sparute notizie: le sue carte vennero, molti anni più tardi, purgate di ogni documento compromettente tanto da parte sua (che teneva alla raggiunta posizione di eroico generale e garibaldino), quanto, separatamente, da un parente prete (che teneva a tutelare la moralità di un sacerdote, ancorché spretato). Né sono state mai condotte serie ricerche a Parigi.
Ma fu proprio a Parigi che, poco prima di abbandonarla, ebbe la sua fondamentale lezione di vita: le barricate della rivoluzione di Parigi (22-24 febbraio 1848) che portò al rovesciamento di Luigi Filippo ed alla nascita della Seconda Repubblica. Egli fu tra quelli che costrinsero Lamartine a proclamare la repubblica all'Hotel de Ville.

## Le cinque giornate di Milano
Così come non si conosce esattamente la parte che ebbe a Parigi, tanto meno si conoscono le circostanze che lo spinsero al rientro in Italia. Certamente la situazione era in ebollizione: dopo l'insurrezione di Palermo (12 gennaio), la costituzione era stata concessa a Napoli il 27 gennaio, lo statuto l'11 febbraio a Firenze, il 4 marzo a Torino ed il 14 marzo a Roma. L'irrequieto Sirtori, ormai trentacinquenne, pensò di non perdere l'occasione.
Non partecipò alle cinque giornate di Milano (18-22 marzo), ma vi giunse d'appresso. Vi era, certamente, il 7 aprile e si segnalava come fervente mazziniano e, quindi, contrario alla unione della Lombardia al Regno di Sardegna. Quando, il 12 maggio, venne votato il plebiscito per l'annessione al Piemonte, si comportò di conseguenza, presentando regolare domanda per entrare in una brigata di volontari lombardi.
In tali raggruppamenti difettavano quadri addestrati e gli ufficiali venivano eletti dalla truppa: Sirtori poté, forse, far valere la sua recente esperienza a Parigi, certamente l'eloquenza esercitata nei suoi anni da prevosto e venne eletto capitano. La seconda dovette risaltare, comunque, assai più della prima, tanto che gli vennero affidati la contabilità della brigata, le paghe e, più tardi, un incarico nella commissione di vigilanza di panifici ed ospedali.
Il battaglione di volontari lombardi venne inviato dal Governo Provvisorio di Lombardia alla difesa di Venezia e Sirtori lo seguì.

## Capo dei mazziniani a Venezia
Giunto nella città lagunare, durante l'intero assedio si mise in mostra per quel fervente repubblicano che era sino a divenire, forse, il principale esponente della opposizione al moderato Manin. Ad esempio, l'11 agosto 1848, appena giunse a Venezia la notizia dell'Armistizio di Salasco (firmato il 5 agosto) Sirtori guidò l'assalto al rappresentante piemontese in città, Colli, e fu fermato appena in tempo da Manin.
Tanto evidente era la tensione politica, che in un momento particolarmente teso, il 5 marzo 1849, si sparse la voce di una congiura ordita dal Sirtori per consegnare la città agli austriaci.
Il 14 marzo 1849, quando giunsero notizie dell'avvenuta proclamazione (l'11 marzo a Roma) della Repubblica Romana, presieduta da Mazzini in persona, Sirtori propose di siglare un patto di solidarietà con le repubbliche sorelle di Roma e Toscana. Ma ottenne solo una lettera di incoraggiamento.
La maggioranza moderata del parlamento veneziano, infatti, favoriva l'iniziativa monarchica e poté recuperare la situazione già il 24 marzo 1849, appena giunse notizia della ripresa della guerra regia, avvenuta il 12 marzo. Lo stesso 24 marzo, però, l'esercito sardo veniva sconfitto a Novara e la situazione entrò di nuovo in stallo.

## La difesa di Venezia

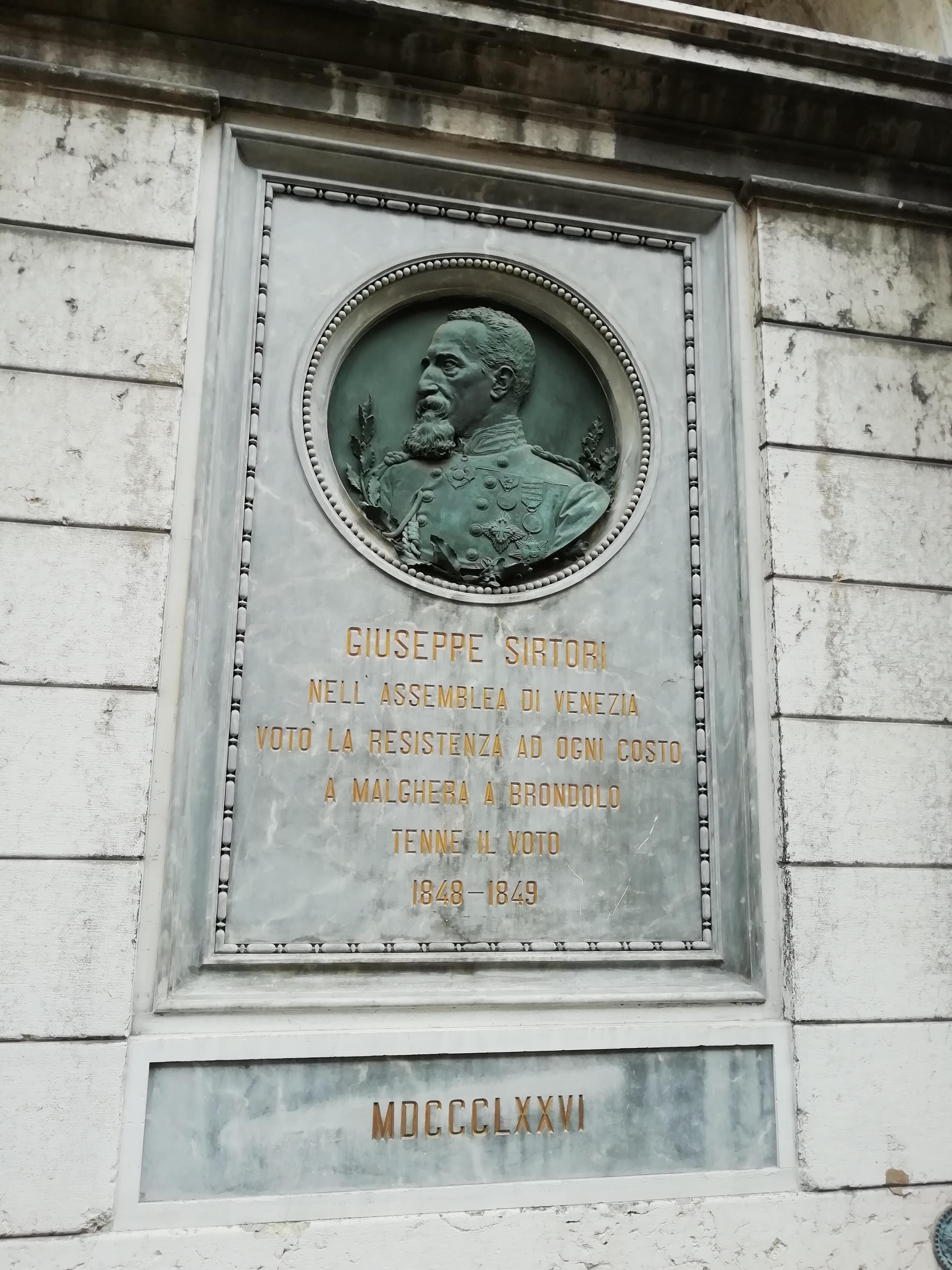
Lapide a Giuseppe Sirtori nel centro storico di Venezia

Gli austriaci, dopo aver definitivamente sconfitto i piemontesi a Novara, ripreso Brescia (dieci giornate di Brescia) e “normalizzato” l'intero territorio, si volsero, allora, contro l'unica grande superstite, Venezia. Sirtori venne nominato membro di una commissione militare, insieme ad Ulloa ed a Baldisserotto, di cui Pepe assunse la presidenza onoraria.
Il 20 marzo combatté con i volontari lombardi ed i soldati pontifici alla strenua difesa del campo trincerato di Conche, ad ovest di Chioggia. Si ritirò ed il 22 guidò i sopravvissuti alla riconquista, ricacciando gli austriaci di là del Brenta.
Si distinse alla difesa di Forte Marghera e fu tra gli ultimi a lasciare il forte, con Ulloa, garantendo il trasporto dei feriti. Poco dopo raggiunse Forte San Giuliano, evacuato insieme a Forte Marghera, preparò una trappola di esplosivi che decimò il primo reparto austriaco, dei cacciatori della Stiria, che si avvicinarono al forte.
Il 1º agosto guidò una sortita dal Forte Brondolo che costrinse gli austriaci alla fuga, lasciando 200 vacche. Un bottino preziosissimo, considerato lo stato di penuria in cui versava la città.
Il 6 agosto approvò l'affidamento della dittatura a Manin e l'avvio di trattative di resa.

## L'esilio
Alla caduta della città, il 24 agosto 1849, la flotta francese evacuò circa 600 fra i maggiori esponenti della Repubblica di San Marco: Sirtori (insieme a Cosenz ad Ulloa, a Pepe, a Manin ed alla sua famiglia ed a molti altri), registrato come “prete lombardo”, venne imbarcato sul Solon, eppoi sul Pluton, che li scaricò a Corfù, allora protettorato britannico, dove vennero trasferiti al lazzaretto, a causa del colera che infuriava a Venezia.
A Parigi assistette, indignato, al trionfo di Napoleone III sulla seconda repubblica. In Svizzera, a Losanna incontrò Mazzini e se ne infervorò. Lo raggiunse, quindi, a Londra. All'inizio degli anni cinquanta fu autorevole membro del comitato mazziniano di Genova, ove primeggiava insieme a Medici, Bixio e Cairoli.
Si staccò da Mazzini, come molti altri, dopo che fallì la rivolta di Milano del 6 febbraio 1853. L'occasione potrebbe essere intervenuta quando Mazzini non lo consultò in merito ad un certo manifesto propagandistico.
Si riavvicinò, quindi, ai patrioti moderati. Nel 1854, ad esempio, prese parte (con Montanelli e Ulloa) al funerale della figlia di Manin, Emilia, in Parigi.

## Il tentativo murattiano
Ma non era uomo da sopportare inattivo il lungo decennio di preparazione: dalle sue lettere emerge un animo inquieto, costantemente ferito dalla prolungata inattività: nel corso di quei lunghi anni immaginò di uccidersi, desiderò imbarcarsi per le Americhe, soffrì, sempre, una condizione di vita misera, come la gran parte degli espatriati politici di quegli anni.
Non seppe, quindi, resistere alla prima delle grandi occasioni di riscatto che gli si presentarono e, nel 1855, si fece coinvolgere nel tentativo del principe Luciano Murat (secondo figlio di Gioacchino Murat e cugino di Napoleone III) di sostituirsi a Ferdinando II di Borbone.
Il tentativo avveniva col consenso e l'aiuto di Napoleone III, ma era dichiaratamente avversato dalla gran parte dei patrioti italiani, esuli (Manin, Mazzini) e non (Cavour), in quanto un suo successo avrebbe costituito un colpo gravissimo all'unità d'Italia ed avrebbe permesso alla Francia di estendere la propria sfera d'influenza sulla penisola senza passare per l'alleanza col Regno di Sardegna.
Sirtori, invece, smanioso di avere una nuova occasione, pubblicò una lettera nella quale dichiarava di non escludere una soluzione murattiana, in alternativa a quella dei Savoia: la cosa fece rumore e, ad un certo punto, sembrò fosse addirittura in preparazione una spedizione armata cui avrebbero partecipato lo stesso Sirtori e Carlo De Cristoforis. Mentre si avvicinavano al giovane Murat taluni, quali Montanelli, Saliceti o Maestri.
Sirtori fu aspramente criticato un po' da tutti i fuoriusciti italiani, reagì, da par suo, con rabbia, e nella foga si attirò anche l'ostilità del Murat. Quest'ultimo si stizzì e lo fece rinchiudere a Parigi nell'ospedale di Bicêtre, ove gli venne applicata, per tre giorni, la camicia di forza.

Lì venne rintracciato, dopo pochi giorni, da amici esuli, che costrinsero le autorità a liberarlo, con la minaccia di un grave scandalo. La cosa, tuttavia, fece rumore, e ne parlò anche il Times di Londra, descrivendolo come uno dei più grandi patrioti italiani che aveva mostrato sommo valore a Venezia, ma, soprattutto, come un feroce antimurattiano: l'imbecillità del giovane Murat gli aveva consentito di rifarsi una verginità.

## La mancata partecipazione alla seconda guerra d'indipendenza
Presto liberato passò in Piemonte e, all'inizio del 1859, chiese di essere arruolato, anche come semplice soldato, ma il suo passato di repubblicano, l'ostilità francese e finanche le inimicizie che si era procurato nel campo mazziniano, glielo impedirono. Così non poté partecipare alla liberazione della sua città, Como, dopo San Fermo, a fianco dei vari Garibaldi, Medici e Cosenz.
Ormai isolato, decise allora di volgersi al campo monarchico, con animo probabilmente sincero. Seppe far valere, inoltre, il suo glorioso passato di combattente a Venezia e la sua indiscutibile fedeltà alla causa nazionale.

## L'organizzazione della spedizione dei Mille

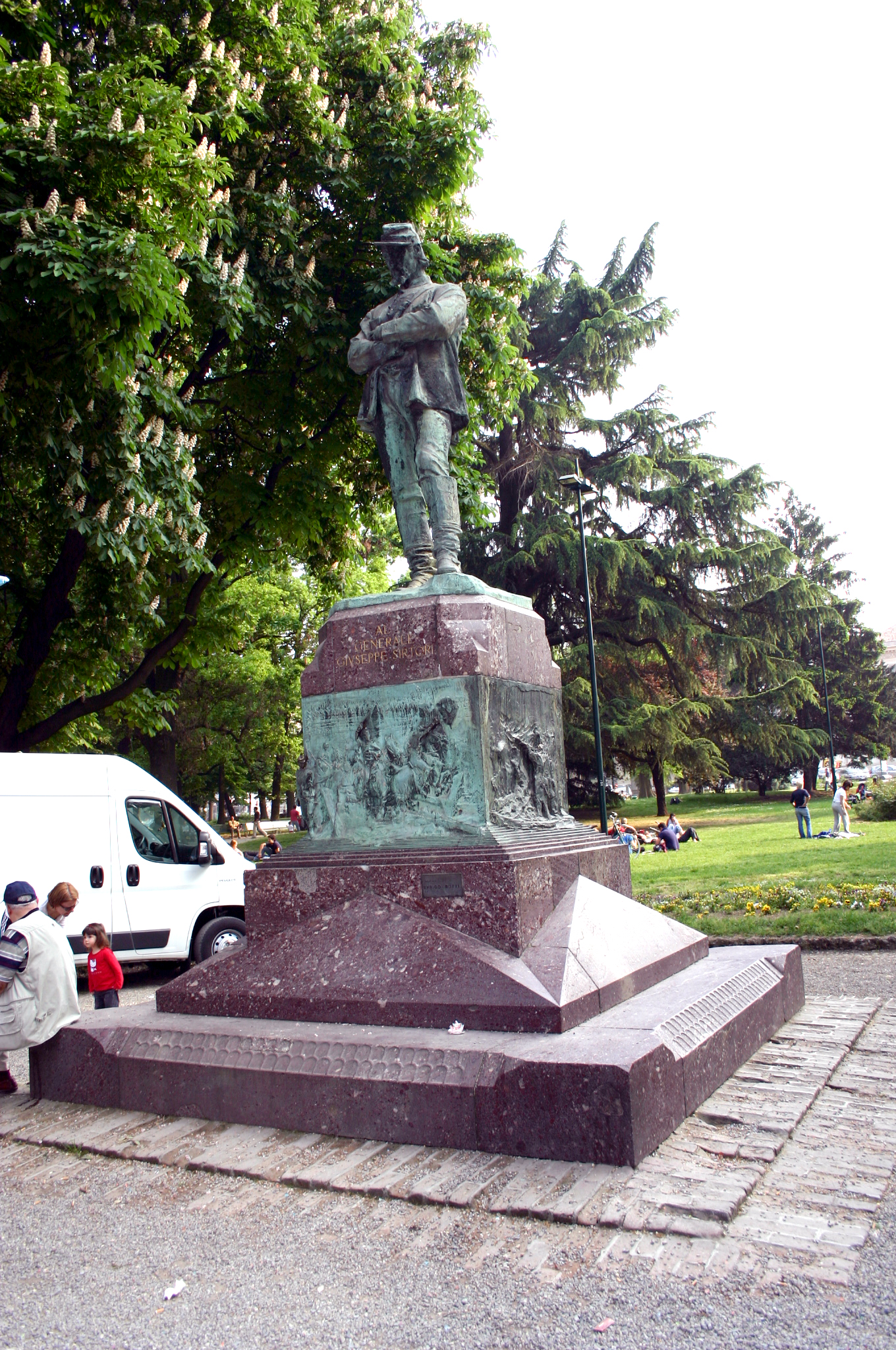
Monumento a Giuseppe Sirtori a Milano.

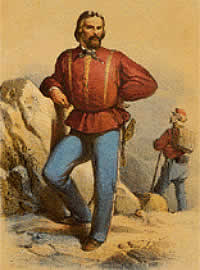
Giuseppe Sirtori in tenuta garibaldina

Nel marzo 1860, venne eletto deputato al parlamento di Torino del nuovo Regno di Sardegna per il collegio di Missaglia, allora Provincia di Como e, per procurarsi un abito adeguato, fu costretto a chiedere aiuto ad uno dei fratelli ai quali poteva, finalmente, riavvicinarsi.
Fu allora che il generale Garibaldi, il quale andava preparando la spedizione dei Mille, lo volle accanto a sé e lo imbarcò nella prima spedizione, partita da Quarto la sera del 5 maggio.
Forse l'impresa appariva veramente disperata e, in effetti, pare che lo stesso Sirtori, alla vigilia, si dimostrasse abbastanza scettico circa la sua realizzabilità. In ogni caso partì. Evidentemente, ormai quarantasettenne, sentiva che era giunta l'ultima occasione per dimostrare il proprio valore.
Il 22 aprile Cavour era a Genova per rendersi conto personalmente della situazione. Garibaldi non voleva trattare con chi aveva appena ceduto Nizza e si valse proprio di Sirtori.
Il colloquio ebbe, in effetti, grande importanza: Sirtori non nascose al Cavour le difficoltà dell'operazione, gli scarsi mezzi, il grande pericolo. Si progettava però un duplice attacco: in Sicilia, con Garibaldi, e, contemporaneamente nelle Marche o nell'Umbria papaline. Cavour rispose: "Niente Marche! E per il resto il governo, nascostamente, farà quanto potrà".

## La spedizione dei Mille

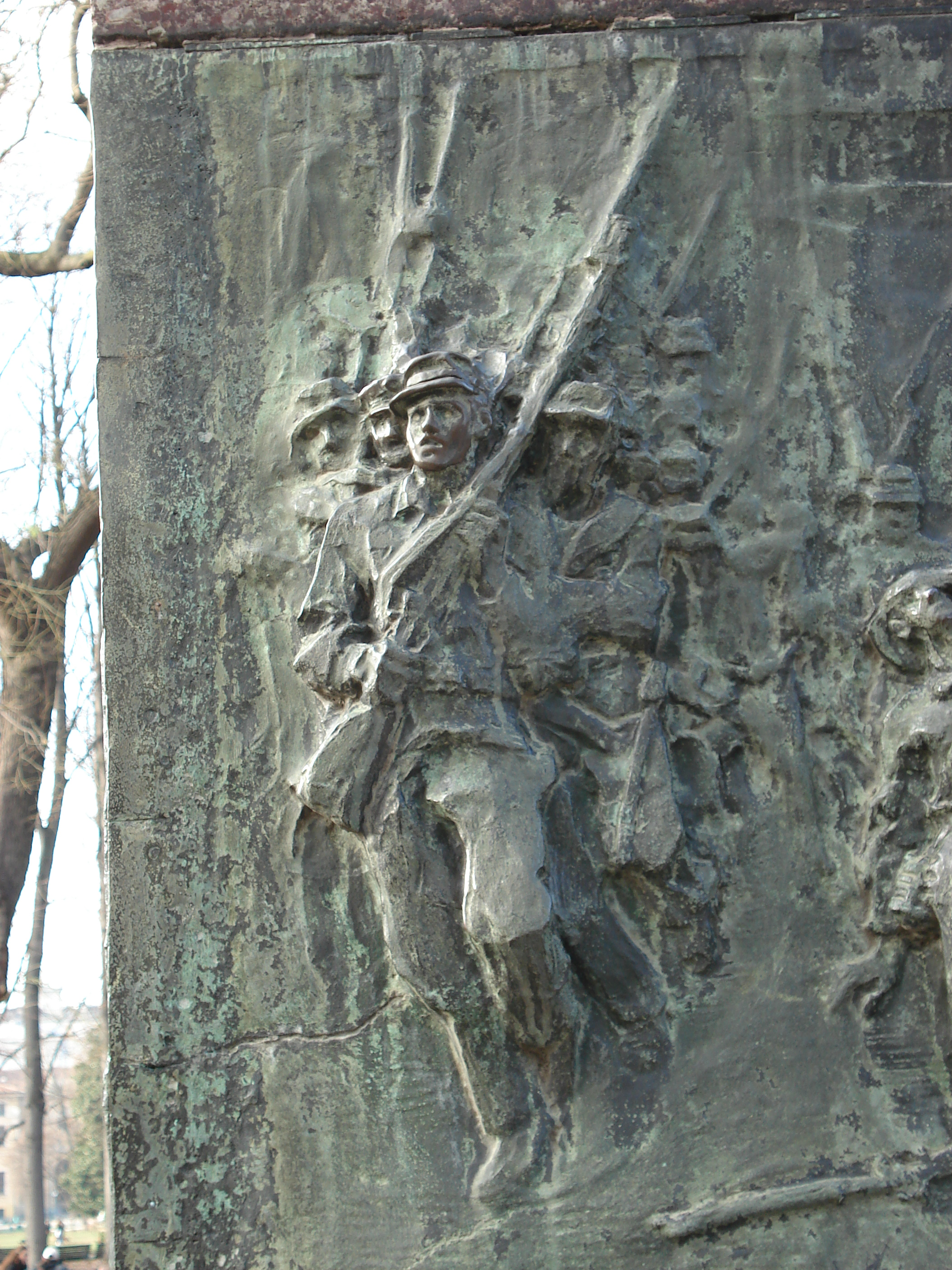
Dettaglio dal monumento a Giuseppe Sirtori a Milano.

Nella sosta di Talamone, durante il viaggio dei Mille verso Marsala, Garibaldi riorganizzò la piccola truppa, dividendolo in due "battaglioni", assai ridotti in verità. Li affidò a Bixio ed al siciliano Carini. I due altri noti militari che aveva a disposizione (Sirtori e Türr) divennero, rispettivamente, capo di stato maggiore e aiutante di campo.
Nella marcia da Marsala a Calatafimi, a Salemi, si occupò di dare un primo ordinamento alle squadre di volontari siciliani che si aggregavano per via: li battezzò "Cacciatori dell'Etna".
Il 15 maggio 1860, a Calatafimi, si batté con grande valore e fu ferito ad una gamba. Ad uno dei fratelli scrisse di aver salvato Garibaldi e la bandiera dai borbonici.
Il 29 maggio, durante l'insurrezione di Palermo, insieme al Carini fermò l'ingresso in città di Del Bosco e di Von Mechel, sino a che questi venne raggiunto da emissari del tenente generale Lanza che gli comunicavano come fosse in vigore una tregua d'armi. Venne ferito e promosso generale. Scrisse al fratello: "Garibaldi deve la presa di Palermo a me". Il 19 luglio fu nominato segretario di Stato alla guerra nel governo dittatoriale succedendo a Vincenzo Orsini.
Il 19 luglio Garibaldi, imbarcandosi a Palermo per portarsi a Milazzo, lo nominò prodittatore in Sicilia. Il 22 luglio, due giorni dopo la battaglia di Milazzo lo richiamò con sé, e nominò prodittatore Depretis.
Il 27 agosto, inviava un messaggio a Stocco che, mal interpretando, lasciava passare verso nord le truppe del generale Ghio, poi bloccate a Soveria.
A Napoli il 14 settembre Garibaldi emana un Decreto cha nomina il generale Sirtori Prodittatore delle province napoletane.
Il 1º-2 ottobre, alla battaglia del Volturno comandava la divisione di riserva e la mosse, al tempo ed ai luoghi giusti, contro la colonna Perrone, bloccandone a marcia verso Caserta e, quindi, l'aggiramento del fronte garibaldino, contribuendo in misura decisiva alla vittoria. Pare che Garibaldi, a chi gli suggeriva foschi scenari, abbia dichiarato: “Non preoccupatevi, a Caserta c'è Sirtori”.
Lungo tutta la campagna fu lui che, da capo di stato maggiore, garantì che la spedizione potesse essere approvvigionata e rifornita, nelle straordinarie circostanze che ben si possono immaginare.

## Lo scioglimento dell'Esercito meridionale

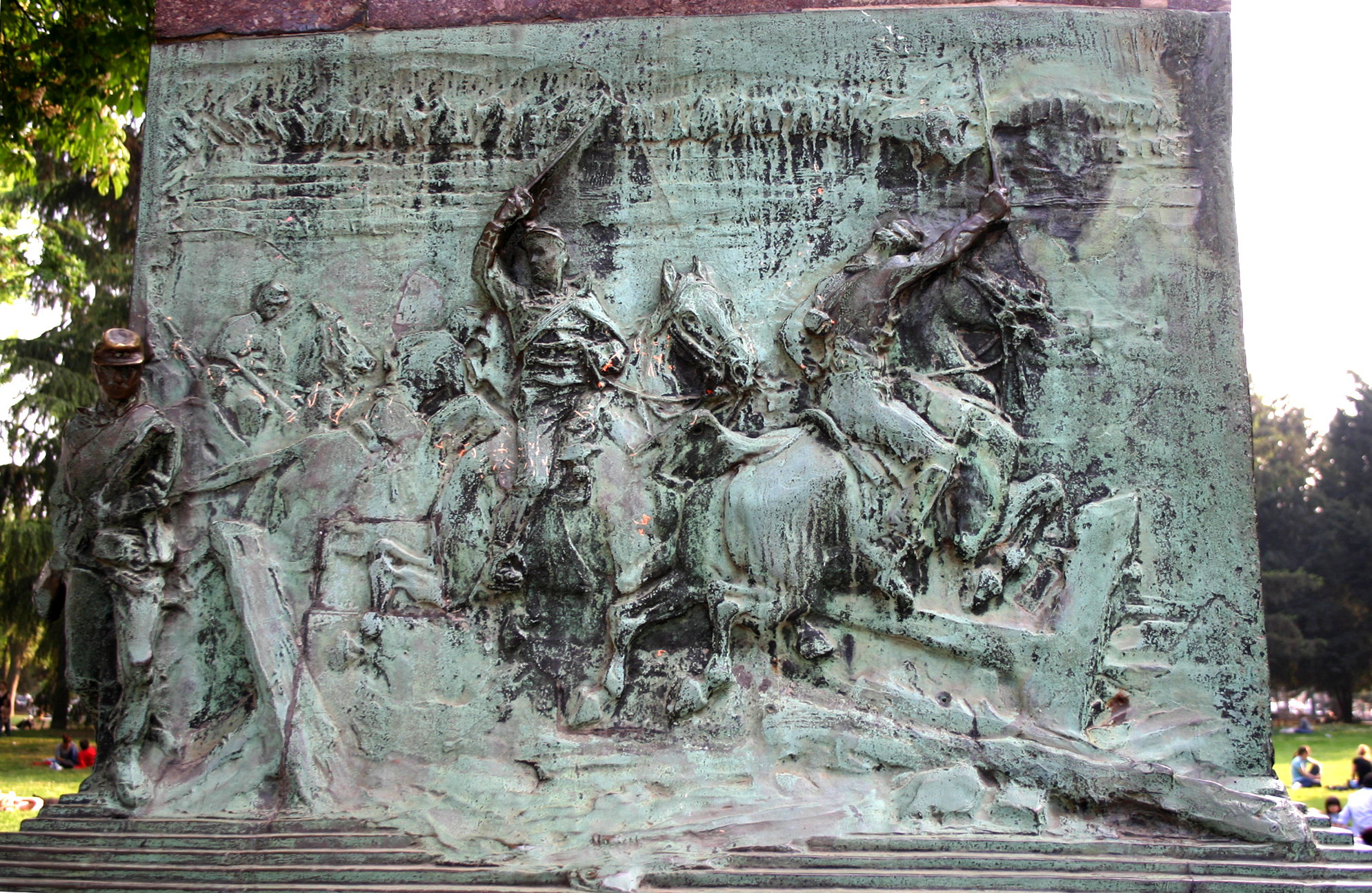
Dettaglio dal monumento a Giuseppe Sirtori a Milano.

Il 7 novembre Garibaldi scortò il Re nel suo ingresso trionfale in Napoli e subito partiva per Caprera. Nel mentre affidò a Sirtori la responsabilità di gestire l'ingresso del suo Esercito meridionale (come erano stati denominate le forze sotto il duo comando) nel Regio Esercito.
Sirtori, tuttavia, non godeva certamente del prestigio e del nome del capo. Gli fu impossibile reagire al decreto dell'11 novembre che offriva ai volontari la scelta fra un congedo con piccola gratifica e una ferma biennale e che, in pratica, spinse la massa dei soldati a congedarsi. Membro (con Medici e Cosenz per parte garibaldina, il generale Della Rocca presidente, il generale Gozzani di Treville ed il generale Pettinengo - sostituito dal generale Solaroli, il colonnello La Marmora Ferrero come segretario) autorevole della "commissione di scrutinio per il riconoscimento degli ufficiali", non ottenne che continue dilazioni.
Il suo insuccesso spinse Garibaldi ad intervenire personalmente, con un famoso intervento alla Camera di Torino il 18-19-20 aprile del 1861.

## La repressione del brigantaggio
Passarono invece nell'esercito regolare i migliori generali garibaldini: Medici, Cosenz, Bixio e lo stesso Sirtori.
Nel febbraio 1861 era stato eletto deputato del Regno d'Italia (lo restò per 4 legislature, fino alla morte).
In un primo tempo, il 12 giugno 1861 vennero insigniti del titolo di Commendatore dell'Ordine Militare d'Italia. Successivamente, nel marzo 1862, vennero trasferiti nell'esercito italiano con il grado portato dell'Esercito meridionale, nel caso del Sirtori quello di “tenente generale”.
Ma non gli venne affidato immediatamente un comando regolare. Mentre i generali garibaldini erano impegnati nella “commissione di scrutinio”, la situazione delle provincie continentali del cessato Regno di Napoli andava degenerando, con il prepotente emergere di una diffusa serie di insurrezioni locali (passata alla storia come brigantaggio), appoggiate da numerose bande armate, sovvenzionate dagli Stati della Chiesa, ove sedevano Pio IX e i Borbone in esilio.
Il 3 luglio 1862 a Palermo, prima della sfortunata spedizione di Aspromonte, fu affiliato alla massoneria di rito scozzese (nella Loggia "I Rigeneratori del 12 gennaro 1848 al 1860 Garibaldini", della quale era Maestro Venerabile Emanuele Sartorio) insieme agli altri componenti dello Stato Maggiore garibaldino (Giacinto Bruzzesi, Francesco Nullo, Enrico Guastalla, Giuseppe Guerzoni, Giovanni Chiassi, Giovanni Basso, Giuseppe Nuvolari, Pietro Ripari, Gustavo Frigyesi ed altri ufficiali): fu lo stesso Garibaldi, nella veste di Gran Maestro, a firmare la proposta di ammissione regolare «ai misteri dell'Ord:. M:. in alcune delle RR:. LL:. poste sotto l'O:. di Palermo». «A tal fine e con gli alti poteri a me conferiti – aggiungeva – gli dispenso dalle solite formalità».
Il 22 dicembre 1862 la Camera lo elesse presidente della Commissione Parlamentare sul brigantaggio, volta a “proporre i mezzi più acconci per batterlo”. I lavori approdarono ad un progetto di legge presentato alla Camera nella tornata del 1º giugno 1863.
Il governo pensò, quindi, di impiegare i generali garibaldini, nelle operazioni, contando sulla loro recente esperienza e sul grande prestigio guadagnato proprio in quei luoghi. Essi vennero, quindi, lasciati a disposizione del ministro della guerra, ed inviati nelle metropoli meridionali: Cosenz divenne Prefetto di Bari, Medici comandante militare della piazza di Palermo, Sirtori divenne plenipotenziario a Catanzaro il 1º settembre del 1863: il giorno dopo il rapimento di 9 notabili, (tra i quali un Vescovo e parenti di celebri patrioti) di Acri (CS) da parte del brigante Pietro Monaco.
Lì giunto, si assunse tutti i poteri. Da un lato, promise che avrebbe vinto i briganti “con l'amore o con il terrore”. Dall'altro, convocò i notabili locali, promettendo una linea durissima nei confronti dei rapimenti, che costituivano una delle grandi fonti di finanziamento delle bande.
Cercò di creare consenso attorno alle neonate istituzioni sostenendo campagne di raccolta fondi per risarcire le vittime del brigantaggio. Le feroci critiche raccolte dai notabili locali lo spinsero a presentare le proprie dimissioni, subito accolte.
Come ci informa Alexandre Dumas sul suo giornale L'Indipendente, fu sotto la sua direzione che fu ucciso il brigante Pietro Monaco e catturata la moglie Maria Oliverio (alias Ciccilla), processata a Catanzaro il 9 febbraio 1864. Per quest'ultima chiederà al re, con lettera cifrata ed otterrà, di commutare la pena di morte in carcere a vita.

## La carriera militare nell'Esercito Regio e Custoza

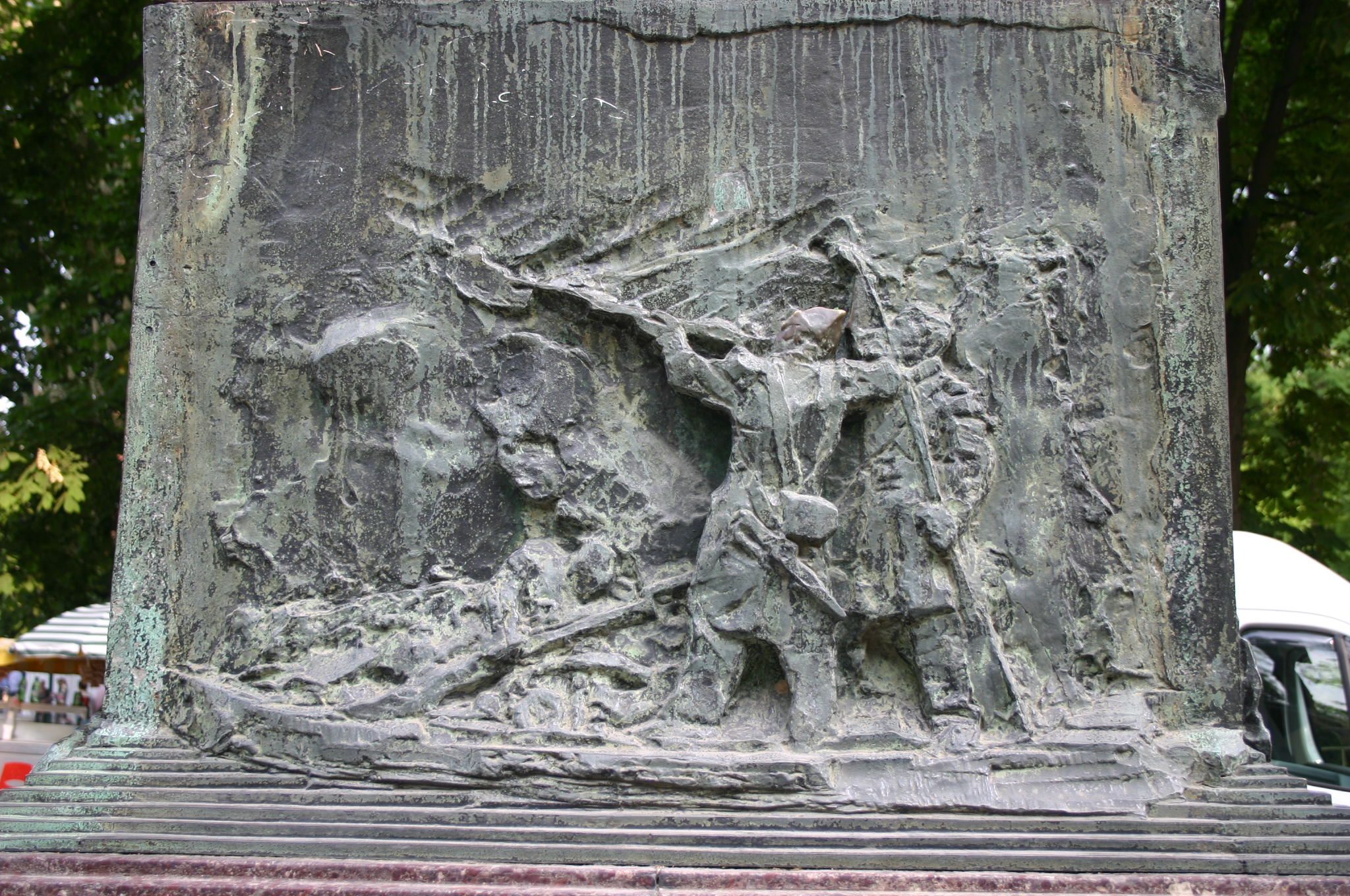
Dettaglio dal monumento a Giuseppe Sirtori a Milano.

Negli anni successivi gli venne affidato un comando di divisione.
Nel 1866, allo scoppio della Terza guerra di indipendenza era comandante della 5ª divisione (formata dalla Brigata Valtellina e dalla Brigata Brescia), aggregata al 1º Corpo d'armata di Durando e si batté con valore a Custoza, il 24 giugno 1866.
All'indomani della battaglia, tuttavia, se la prese a male quando il generale comandante del suo 1º corpo di armata, Durando, ferito, venne sostituito da Giuseppe Salvatore Pianell, un ex-generale borbonico, anziché da lui. Pianell era, in effetti, il più anziano dei generali di divisione, ma Sirtori la prese come l'ennesima nefandezza perpetrata ai danni dei Garibaldini. Tanto più all'indomani della generosa prova offerta dalla sua divisione. Il 25 giugno, quindi, reagì da par suo, emettendo un ordine del giorno in cui lodava i propri soldati, e quindi se stesso (“Soldati della 5ª divisione, il 24 voi non foste indegni dei vincitori di San Martino”), ed accusava espressamente la 1ª divisione di Cerale di riserva di non averlo sostenuto come avrebbe dovuto. Ernesto Teodoro Moneta, allora tenente del Sirtori e suo capo di stato maggiore, tentò di dissuaderlo, ma senza successo.

Il Capo di Stato Maggiore La Marmora lo ammonì formalmente. Sirtori non demorse e rispose che “la parola di Giuseppe Sirtori non ammette dubbi da parte di chicchessia” ed allora La Marmora, lo privò del comando e lo mise in aspettativa.

Uomo orgoglioso, lui reagì dimettendosi dall'esercito, rimandando indietro le decorazioni ricevute e la pensione dello Stato per la partecipazione alla spedizione dei Mille.
Quanto alla bontà della polemica, occorre ricordare che nell'armata stavano almeno quattro comandanti di divisione garibaldini (Medici, Cosenz e Bixio, oltre allo stesso Sirtori). Pianell si era portato bene a Custoza e avrebbe fatto un'assai onorevole carriera nell'Esercito Regio. Cerale fu effettivamente riconosciuto colpevole di aver mal portato la propria divisione, mezza massacrata, ma non certo di non essersi battuto. Il primo responsabile dell'insuccesso, La Marmora, continuò la campagna ma passò il resto della vita a difendersi.
Quindi, non che Sirtori avesse tutti i torti, ma il suo fu un comportamento decisamente inadatto alla situazione di un esercito demoralizzato dalla sconfitta.

Fu, infine, un vero peccato che Sirtori, invece di gettarsi nelle polemiche personali, non abbia piuttosto insistito per una tosta ripresa dei combattimenti (insieme a Bixio, Govone e Pianell). Chissà, forse, forte del prestigio appena guadagnato in battaglia, avrebbe potuto contribuire a convincere La Marmora a non effettuare la inutile ed ingloriosa ritirata dal Mincio all'Oglio.
La sua ribellione, in ogni caso, fu sfruttata da quei generali che avevano demeritato a Custoza per calunniarlo, sostenendo che era stata la sua ritirata oltre Valeggio a scombinare le carte della giornata. Egli reagì chiedendo, a più riprese, l'istruzione di una corte di disciplina che potesse difendere il suo onore. Ma mai la ottenne in quanto il desiderio di difendere l'onore dell'esercito e, quindi, di non indagare oltre le ragioni della disfatta, erano troppo forti.

Ottenne giustizia solo il 12 dicembre 1871, quando un altro generale che si era ben portato a Custoza, Govone, divenuto ministro della guerra, fece approvare un decreto legge ad personam che ordinava la riammissione di Sirtori con l'anzianità ed i gradi maturati nel frattempo. Dopo alcuni mesi a disposizione, venne nominato comandante della divisione di Alessandria.

## Conclusioni
Seppur deputato per 4 legislature, non fu mai nominato dal Re senatore, come accadde, invece, ai suoi commilitoni Medici e Cosenz.
Nel 1867 venne rieletto in Parlamento dalla sinistra, per fare dispetto al governo, ma lui, per coerenza, si iscrisse tra i deputati della destra, fra gli stessi che lo accusavano ingiustamente come responsabile della disfatta di Custoza e gli rifiutavano la corte di disciplina.
Negli ultimi anni, da comandante di divisione ad Alessandria, si distinse per il proprio sostegno alla erezione a Milano di un monumento a Napoleone III, entrando in polemica con molti ex-garibaldini che ricordavano assai più Mentana che Solferino. Ciò gli valse la perdita di molti amici, fra i quali Ernesto Teodoro Moneta.
Morì a Roma nel 1874, dove lo avevano trasferito per una commissione incaricata di studiare nuove armi. È tumulato nella Cripta del Famedio del Cimitero Monumentale di Milano.
Il 5 giugno 1892 venne inaugurato in Milano, ai Giardini Pubblici, un monumento opera di Enrico Butti. Nel 1916 la Regia Marina gli intitolò il cacciatorpediniere Giuseppe Sirtori che diede inizio alla classe Sirtori. Poco prima gli era stato dedicato, a Spinea (Venezia), l'allora eretto Forte Sirtori.